# جزيرة البينة
جزيرة البينة أو البَيْنة الكبرى أو البَيْنة الكبيرة أو اللُّبينة هي إحدى الجزر الواقعة في الخليج العربي، وتتبع المنطقة الشرقية السعودية. تبلغ مساحة الجزيرة نحو 0,04 كم2 وتبعد عن الساحل بحوالي 5 ميل بحري.